# Аритметичко-логичка јединица
Аритметичко-логичка јединица (енгл. arithmetic logic unit - ALU) је логичко коло које изводи аритметичке (сабирање, одузимање, множење и дељење) и логичке операције (упоређивање две вредности да би се одредила већа, одређивање да ли је исказ истинит или не...).
У почетку су ове операције извођене само целим бројевима, док су операције с реалним бројевима извођене софтверски. Касније је аритметичко-логичкој јединици придодата посебна јединица за извођење операција с реалним бројевима и израчунавање тригонометријских и других функција (ен. floating point processor) која је у почетку била реализована као посебна јединица (ен. coprocessor), док су код савремених рачунара обе јединице реализоване у оквиру истог чипа.